# Fakó galambgomba
A fakó galambgomba vagy epeízű galambgomba (Russula fellea) az Agaricomycetes osztályának galambgomba-alkatúak (Russulales) rendjébe, ezen belül a galambgombafélék (Russulaceae) családjába tartozó, Európában és Ázsiában honos, főleg bükkösökben élő, nem ehető gombafaj.

## Megjelenése
A fakó galambgomba kalapja 3-6 (8) cm széles, alakja fiatalon félgömbös, majd laposan kiterül, közepe bemélyedő lehet. Színe világossárga, fakóokker, okkerbarnás; színezete egységes, esetleg a szélénél világosabb. Felülete nedvesen tapadós, fénylő; szárazon matt. Széle röviden bordás. Húsa fehéres, viszonylag kemény, törékeny. Szaga édeskés-savanykás, íze égetően csípős.
Lemezei ritkák, tönkhöz nőttek, féllemeze alig van. Fiatalon krémszínűek, később piszkos krémokkeresek.
Spórapora fehér. Spórája elliptikus, felülete hálózatosan tüskés, mérete  7-9 x 6-7 µm. 
Tönkje 3-7 cm magas és max. 2 cm vastag. Alakja hengeres, elgörbülhet. Színe fiatalon fehér, később halvány kalapszínű. Felülte ráncolt, belül üreges.

### Hasonló fajok
A sárgás galambgombáktól (fakósárga galambgomba, élénksárga galambgomba) szaga és sárgás lemezei alapján különíthető el. 

## Elterjedése és termőhelye
Európában és Ázsiában honos. Magyarországon helyenként gyakori lehet. 
Lomberdőben (főleg bükkösökben, ritkábban tölgyesekben), ritkán fenyvesekben, luc alatt található meg. Különösebb talajigénye nincs. Júliustól októberig terem.

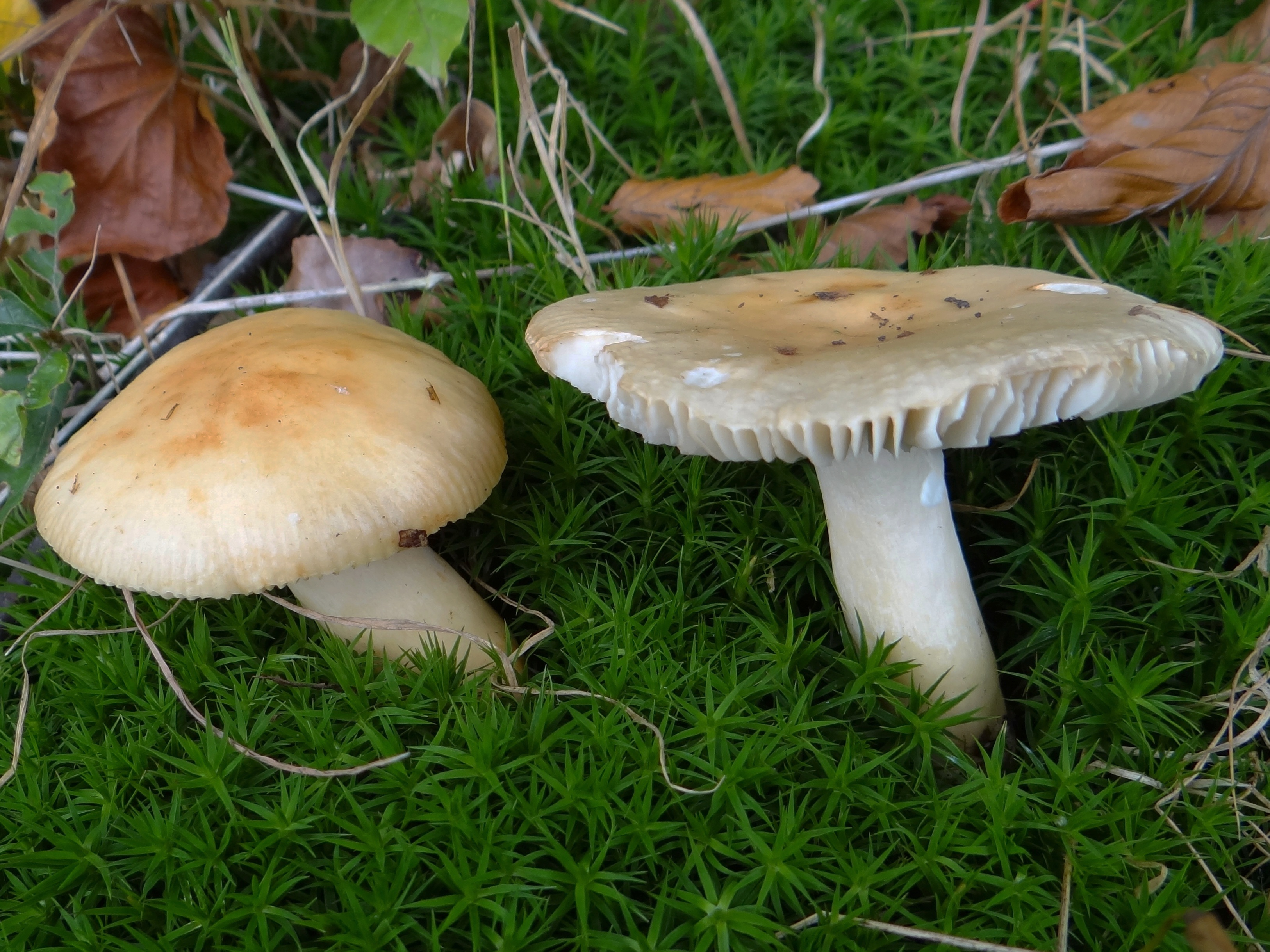
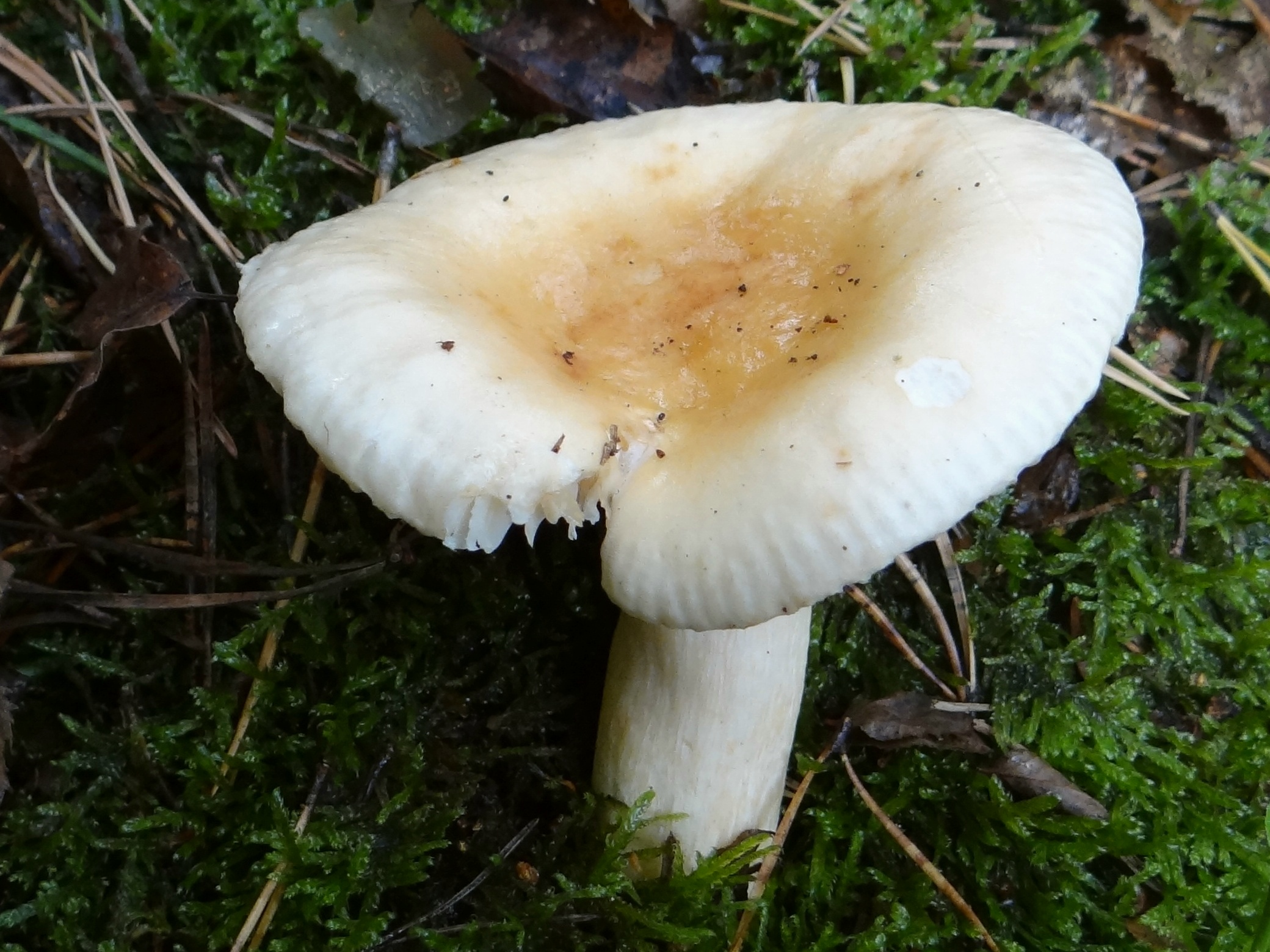
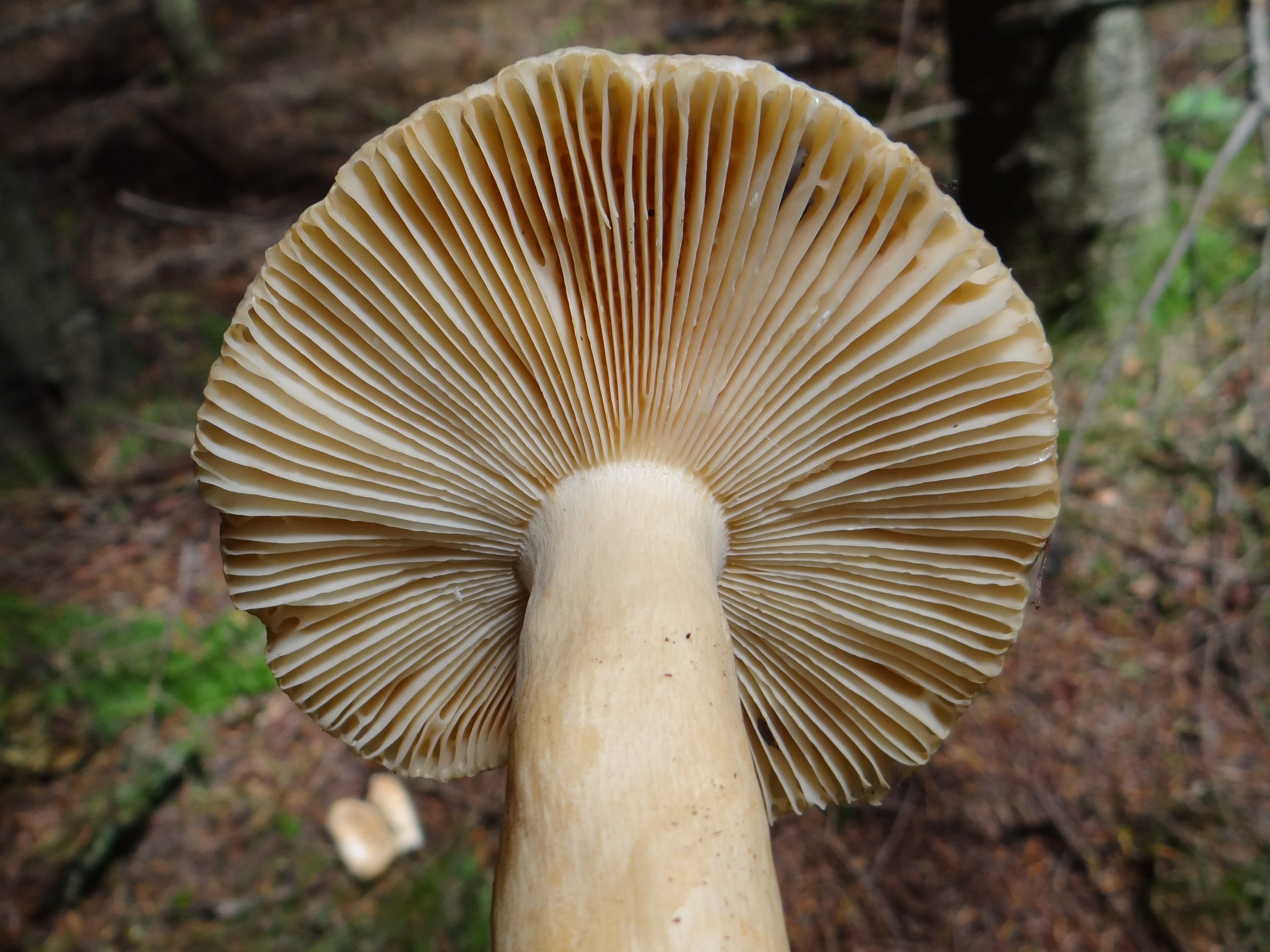
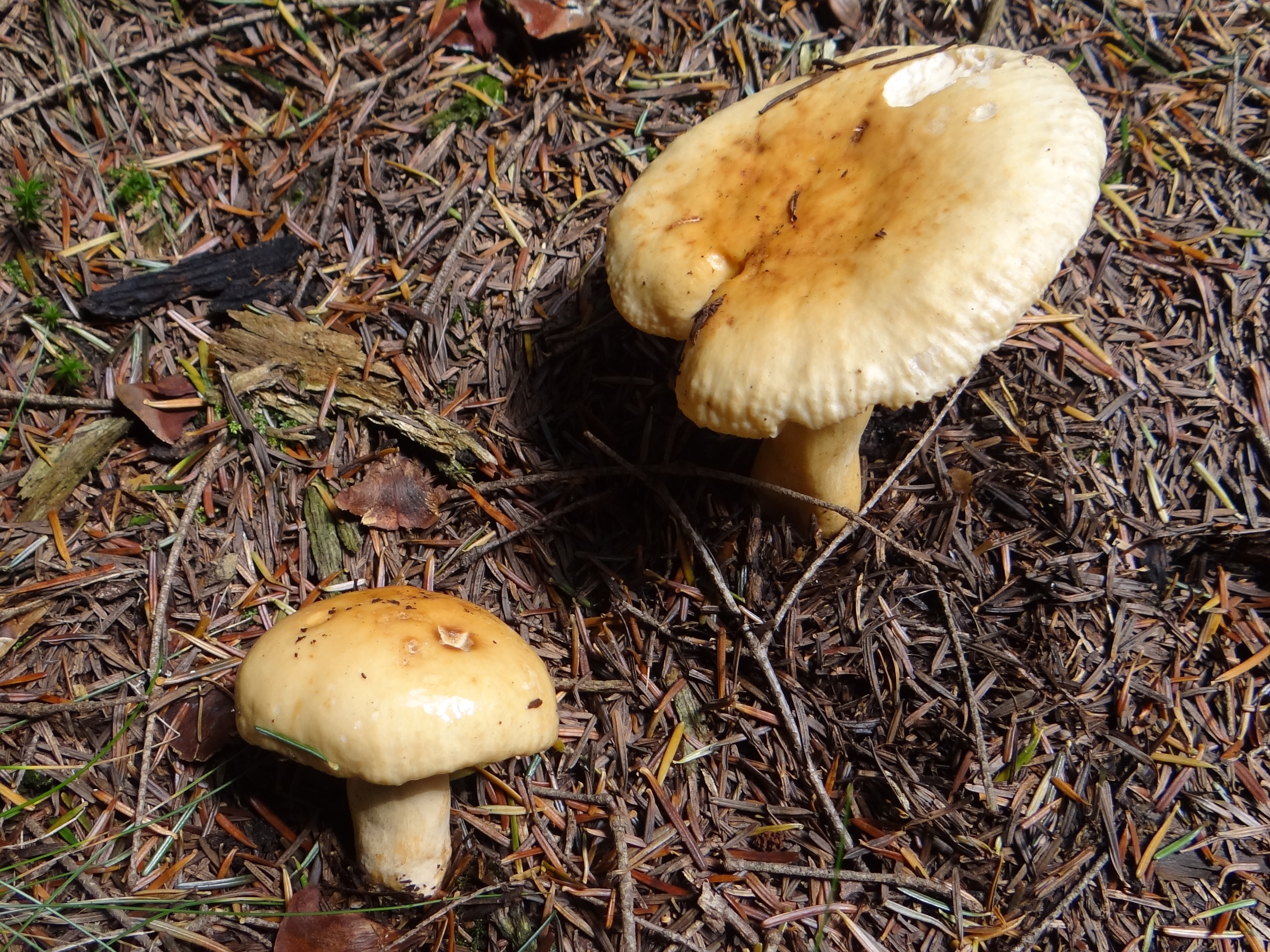
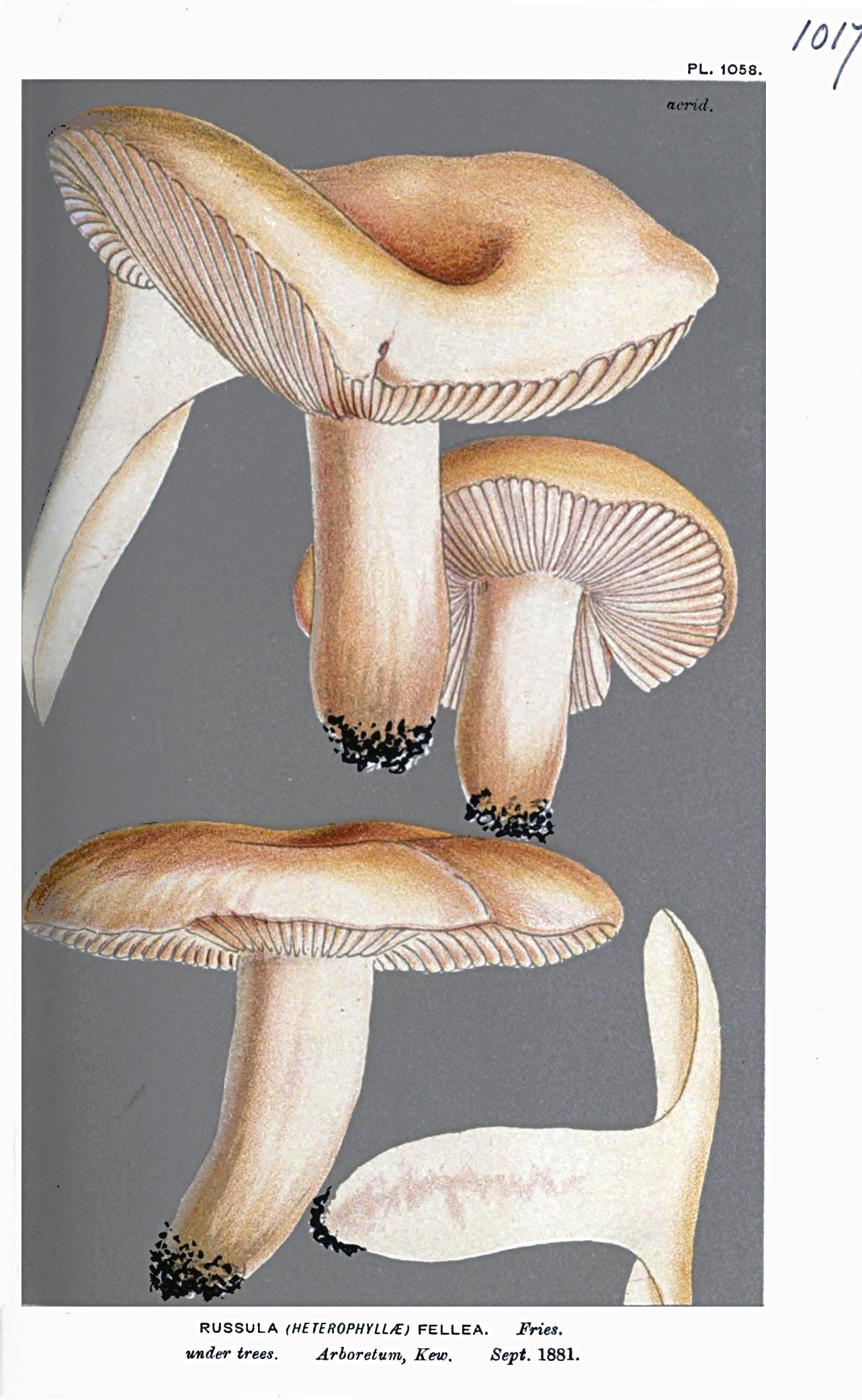

Nem ehető.   